# Pierwszy rząd Mirka Topolánka
 Pierwszy rząd Mirka Topolánka  – rząd Czech pod kierownictwem Mirka Topolánka, powołany i zaprzysiężony 4 września 2006, składający się głównie z przedstawicieli Obywatelskiej Partii Demokratycznej. Gabinet powstał po wyborach parlamentarnych w 2006. Urzędował do 9 stycznia 2007. 3 października 2006 rząd nie uzyskał votum zaufania Izby Poselskiej (96 głosów „za” wobec 99 „przeciw”), wskutek czego podał się do dymisji. Został zastąpiony 9 stycznia 2007 przez koalicyjny drugi gabinet dotychczasowego premiera.

## Skład rządu
| Stanowisko                                                    | Minister           | Ugrupowanie | Okres urzędowania                 |
| ------------------------------------------------------------- | ------------------ | ----------- | --------------------------------- |
| Premier                                                       | Mirek Topolánek    | ODS         | 4 września 2006 – 9 stycznia 2007 |
| Wicepremier Minister pracy i spraw socjalnych                 | Petr Nečas         | ODS         | 4 września 2006 – 9 stycznia 2007 |
| Minister spraw zagranicznych                                  | Alexandr Vondra    | bezpartyjny | 4 września 2006 – 9 stycznia 2007 |
| Minister spraw wewnętrznych Przewodniczący Rady Legislacyjnej | Jiří Pospíšil      | ODS         | 4 września 2006 – 9 stycznia 2007 |
| Minister sprawiedliwości Minister informatyki                 | Ivan Langer        | ODS         | 4 września 2006 – 9 stycznia 2007 |
| Minister finansów                                             | Vlastimil Tlustý   | ODS         | 4 września 2006 – 9 stycznia 2007 |
| Minister rozwoju regionalnego                                 | Petr Gandalovič    | ODS         | 4 września 2006 – 9 stycznia 2007 |
| Minister przemysłu i handlu                                   | Martin Říman       | ODS         | 4 września 2006 – 9 stycznia 2007 |
| Minister transportu                                           | Aleš Řebíček       | ODS         | 4 września 2006 – 9 stycznia 2007 |
| Minister środowiska                                           | Petr Kalaš         | bezpartyjny | 4 września 2006 – 9 stycznia 2007 |
| Minister rolnictwa                                            | Milena Vicenová    | bezpartyjna | 4 września 2006 – 9 stycznia 2007 |
| Minister szkolnictwa, młodzieży i sportu                      | Miroslava Kopicová | bezpartyjna | 4 września 2006 – 9 stycznia 2007 |
| Minister zdrowia                                              | Tomáš Julínek      | ODS         | 4 września 2006 – 9 stycznia 2007 |
| Minister kultury                                              | Martin Štěpánek    | bezpartyjny | 4 września 2006 – 9 stycznia 2007 |
| Minister obrony                                               | Jiří Šedivý        | bezpartyjny | 4 września 2006 – 9 stycznia 2007 |